# もがれた翼
もがれた翼（ - つばさ）は東京弁護士会に所属する弁護士と、東海大学付属高輪台高等学校のOB、ワークショップに参加した子どもが出演する、いじめ･虐待･少年犯罪などを題材にした東京弁護士会主催の劇である。

## 概要
1994年から2023年まで毎年劇が公演されている（2020年は新型コロナウイルスの影響で不開催）。こんな施設があったらいいなと架空の施設を題材にしたら公演後本当に作ってほしいという要望からNPO法人カリヨン子どもセンターを開設した。（2008年より社会福祉法人）

## 公演した劇
- はじめてのお芝居 虚構の爆音－俺たちは、走ってない－（1994年）
- Part.1　なぜ退学なの（1994年、1995年再演）
- Part.2　和子6歳、いじめで死んだ（1994年、1995年再演）
- Part.3　いじめの構図（1995年）
- Part.4　凍りつく声（1997年）
- Part.5　プライド（1998年）
- Part.6　Help Me-誰か愛して-（1999年、2000年再演）
- Part.7　とびらの家で（2000年、2001年再演）

- Part.8　モーリからの贈り物（2001年）
- Part.9　こちら、カリヨン子どもセンター（2002年）

この劇によってNPO法人カリヨンこどもセンターが開設した
- Part.10　「ただいま。」-大丈夫･････一緒に生きていこう-（2003年）
- Part.11　響け、カリヨン（2004年）
- Part.12　ひとりぼっち（2005年）

この回で初めて役者を一般公募し、ワークショップを行った。
- Part.13　スペクトル（2006年）
- Part.14　地図のない教室（2007年）－入場者数700名突破
- Part.15　LINK ～あなたが、立ち上がるまで～（2008年）－入場者数900名突破
- Part.16　あの橋をわたって（2009年）
- Part.17　雨の記憶（2010年）
- 日本弁護士連合会人権擁護大会（盛岡）特別公演　しあわせになりたい（2010年）
- 日本弁護士連合会国選付添人シンポジウム特別公演　扉をひらいて（2011年）
- Part.18　私のあした（2011年）
- Part.19　教育虐待～僕は、あなたのために勉強するんじゃない～（2012年）－入場者数1000名突破
- もがれた翼20周年記念企画シンポジウム　凍りつく声2013（2013年）
- Part.20　虹がかかるまで～本当は、いじめは嫌なんだ～（2013年）
- Part.21　ひとりぼっちの子守歌（2014年）
- Part.22　家族のカタチ（2015年）
- Part.23　学びの切符（2016年）
- Part.24　ヒーローたちのラプソディ（2017年）
- Part.25　パッチワーク（2018年）
- Part.26　素数とくるみ（2019年）
- Part.27　エピローグから始まる物語（2021～2022年）
- Part.28　シン・フォニィ（2023年）